# Alla Francesca
All Francesca è un gruppo francese di musica medievale fondato Parigi nel 1989.

## Storia
Il gruppo è ospitato fin dalla sua creazione al Centro di musica medievale di Parigi. La direzione musicale è assicurata congiuntamente oggi da Brigitte Lesne (direttore musicale anche del gruppo di voci femminili Discantus) e da Pierre Hamon (che copre il ruolo di professore di flauto a becco al Conservatorio Nazionale di Musica e Danza di Lione).
Il repertorio musicale del gruppo copre il periodo che va della fine del Duecento (con l'arte lirica dei trovatori) fino al Cinquecento (con le frottole di origine italiana). In particolare si occupa della restituzione delle musiche strumentali impregnandosi delle diverse tradizioni di musiche monodiche.
Il gruppo ha partecipato a numerosi festival internazionali di musica antica e fra i premi vinti annovera il Diapason d'Or del 2000.

## Discografía
- 1992 - Landini and Italian Ars Nova (Opus 111, 60-9206)
- 1994 - Johannes Ciconia (1370-1412), Motets, virelais, ballate, madrigals, con la partecipazione del trío Alta (Opus 111, 30-101)
- 1995 - Llibre Vermell de Montserrat y Cantigas de Santa Maria (Opus 111, 30-131)
- 1996 - Gautier de Coincy (1177-1236), Les Miracles de Nostre-Dame (Opus 111, 30-146)
- 1997 - Richard Coeur de Lion, Troubadours et trouvères (Opus 111, 30-170)
- 1998 - Beauté parfaite. L'Automne du Moyen Age. Chansons des XIVe et XVe siècles (Opus 111, 30-173)
- 1997 - Armes, Amours. Chansons des 14e et 15e siècles, con la partecipazione del trío Alta (Opus 111, 30-221)
- 1999 - D'amours loial servant. Chansons d'amour françaises et italiennes des XIVe et XVe siècles, con la partecipazione di Gérard Lesne) (Virgin "Veritas", 7243 5 45 357 2 7)
- 2000 - Cantigas de Santa Maria. Chants à la Vierge, Espagne 13e siècle (Opus 111, 30-308)
- 2001 - Le Roman de la Rose (Opus 111, 30-303)
- 2002 - Sur la terre comme au ciel. Un jardin au Moyen-Âge, con la partecipazione di Discantus (Jade, 198 796-2)
- 2003 - Istanpitta. Musiques de fête à la cour des Visconti en Italie à la fin du XIVe siècle (Opus 111, OPS 30-325)
- 2005 - Tristan et Yseut. Chansons (lais) du 13e siècle français extraits d'un manuscrit viennois du Roman de Tristan en prose (Zig-Zag Territoires, ZZT 051002)
- 2009 - Mediterranea (Zig-Zag Territoires, ZZT 090402)
- 2012 - Thibaut de Champagne. Le Chansonnier du Roi. Amour Courtois et Chevalerie au XIIIe siècle (Aeon, 1221)